# Louis Charles Breguet

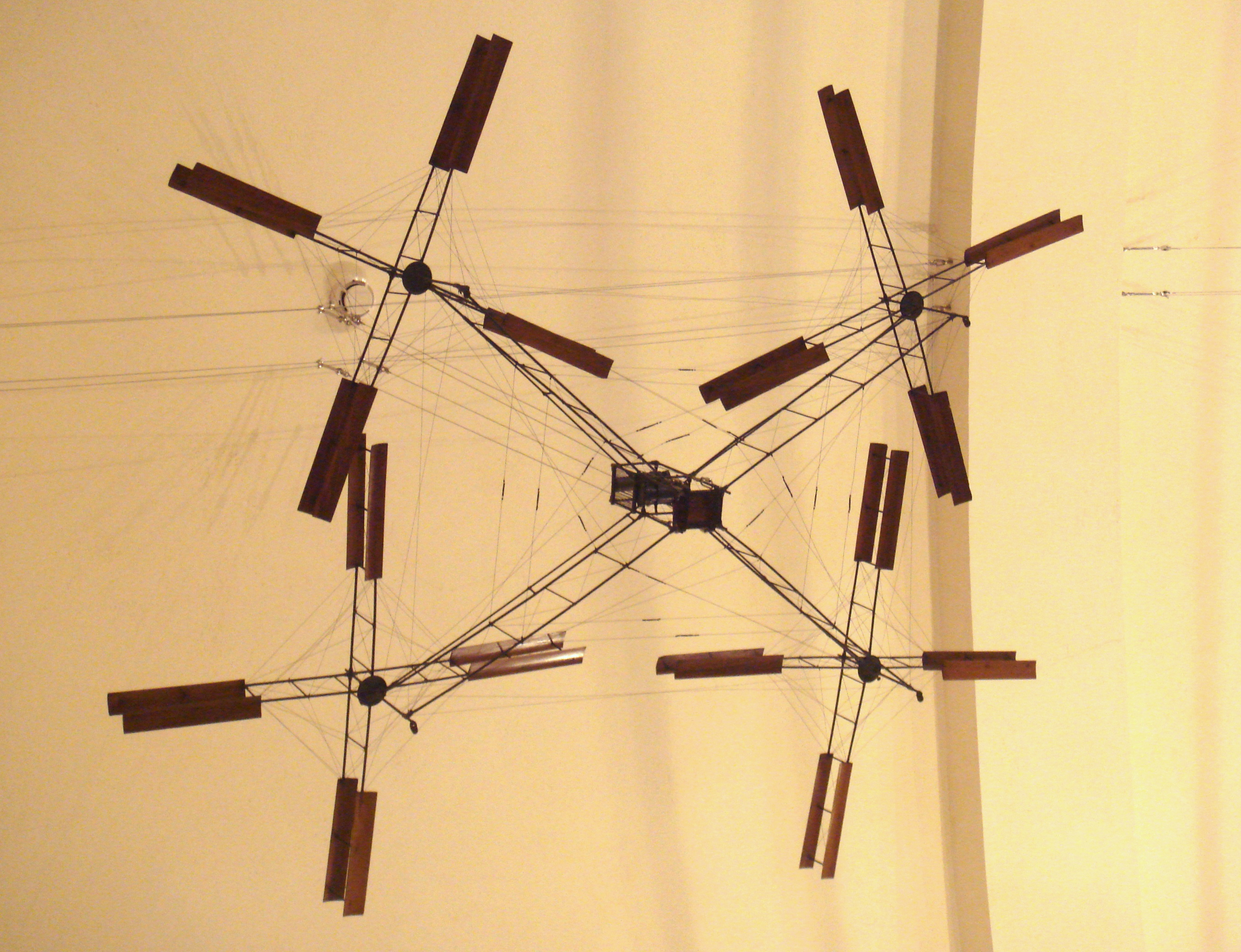
Breguetův vírník z roku 1907

Louis Charles Breguet [lui šárl brege] (2. ledna 1880, Paříž – 4. května 1955, Saint-Germain-en-Laye) byl francouzský letecký konstruktér a stavitel, jeden z prvních průkopníků letectví. V roce 1911 založil firmu Société anonyme des ateliers d’aviation Louis Breguet (zkráceně Breguet), která pokračovala ve vývoji a výrobě letadel i po jeho smrti.

## Život a dílo
Louis Charles Breguet pocházel z rodiny slavných konstruktérů a vynálezců. Jeho pra-praděd Abraham Louis Breguet založil hodinářskou firmu Breguet S. A. a jeho děd Louis Breguet se podílel na vynálezu telegrafie.
V roce 1905 začal Louis Charles s bratrem Jacquesem a pod vedením Karla Richeta práci na vírníku (předchůdce vrtulníku) s flexibilními křídly. Jím dosáhl první výstup pilotovaného letadla s vertikálním vzletem v roce 1907. Jeho první letadlo s pevnými křídly, které postavil v roce 1909, dosáhlo roku 1911 rychlostní rekord v letu na 10 km s jedním a pak i se dvěma cestujícími. V roce 1912 Breguet zkonstruoval svůj první hydroplán a i v dalších letech dosáhl řadu leteckých prvenství a rekordů, včetně prvního přeletu jižního Atlantiku. První světové války se účastnil jako pilot a byl vyznamenán Válečným křížem a Řádem čestné legie. Dvouplošníku Breguet 14, což bylo jedno z prvních celokovových letadel, bylo vyrobeno přes 6 tisíc kusů a sloužil i v dalších armádách. V roce 1919 Breguet založil společnost Compagnie des Messageries Aériennes, z níž později vznikla společnost Air France.
Louis Charles Breguet byl odvážný pilot a na Olympijských hrách roku 1924 získal se svou jachtou bronzovou medaili. Zemřel na infarkt v roce 1955 v Saint-Germain-en-Laye.